# Firestone (singolo)
Firestone è un singolo del DJ norvegese Kygo, pubblicato il 1º dicembre 2014 come primo estratto dal primo album in studio Cloud Nine.
Il singolo ha visto la collaborazione vocale del cantautore australiano Conrad Sewell.
Il singolo ha debuttato alla prima posizione della VG-lista, la principale classifica musicale della Norvegia, ottenendo anche un ottimo successo commerciale, vendendo più di 2 000 000 copie nel mondo. In Italia ottiene il quadruplo disco di platino nel dicembre 2015.

## Descrizione
Il brano è stato scritto da Kygo, Conrad Sewell e Martijn KonignenburgIl ed è stato prodotto dallo stesso Kygo sotto la Sony Music e l'Ultra Music, con cui il giovane dj aveva da poco firmato un contratto discografico.

## Video musicale
Il video musicale che ha accompagnato l'uscita del singolo è stato pubblicato sul canale Vevo del DJ, divenendo così il suo primo videoclip ad aver ottenuto questa certificazione, il 9 marzo 2015. Il video inizia con una giovane donna (la modella Rachel Echelberger) che incontra un ragazzo e, proprio quando sembra sul punto di baciarlo, si allontana dietro un muro: ormai in trance, il ragazzo si mette a seguire la donna attraversando una moltitudine di porte e stanze di diversi colori, fino a che non giunge nel bel mezzo di un clima di festa e allegria (dove si vede Kygo suonare la tastiera), all'interno del quale incontra di nuovo la ragazza, che però gli sfugge di nuovo.
La clip si chiude con i due che si incontrano sul tetto di un edificio.

## Classifiche
| Classifica (2014-15) | Posizione massima |
| -------------------- | ----------------- |
| Australia            | 10                |
| Austria              | 5                 |
| Belgio (Fiandre)     | 4                 |
| Belgio (Vallonia)    | 5                 |
| Canada               | 64                |
| Danimarca            | 6                 |
| Finlandia            | 3                 |
| Francia              | 5                 |
| Germania             | 3                 |
| Irlanda              | 6                 |
| Italia               | 4                 |
| Lussemburgo          | 1                 |
| Norvegia             | 1                 |
| Paesi Bassi          | 4                 |
| Polonia              | 1                 |
| Regno Unito          | 8                 |
| Repubblica Ceca      | 5                 |
| Slovacchia           | 6                 |
| Spagna               | 6                 |
| Stati Uniti          | 92                |
| Svezia               | 2                 |
| Svizzera             | 4                 |
| Ungheria             | 4                 |

### Classifiche di fine anno
| Classifica (2015) | Posizione massima |
| ----------------- | ----------------- |
| Australia         | 37                |
| Germania          | 10                |
| Italia            | 9                 |
| Polonia           | 10                |
| Regno Unito       | 22                |